# Omloop van het Houtland 1965
L'Omloop van het Houtland 1965, ventunesima edizione della corsa, si svolse il 30 settembre 1965 su un percorso con partenza e arrivo a Lichtervelde. Fu vinto dal belga Gilbert Desmet della Wiel's-Groene Leeuw davanti ai suoi connazionali Jaak De Boever e Georges Vandenberghe.

## Ordine d'arrivo (Top 10)
| Pos. | Corridore                | Squadra             | Tempo |
| ---- | ------------------------ | ------------------- | ----- |
| 1    | Gilbert Desmet           | Wiel's-Groene Leeuw |       |
| 2    | Jaak De Boever           | Wiel's-Groene Leeuw |       |
| 3    | Georges Vandenberghe     | Flandria-Roméo      |       |
| 4    | Urbain De Brauwer        | Lamot-Libertas      |       |
| 5    | Bernard Van De Kerckhove | Solo-Superia        |       |
| 6    | Willy Planckaert         | Flandria-Romeo      |       |
| 7    | Gustaaf Desmet           | Wiel's-Groene Leeuw |       |
| 8    | Wim De Jager             | Ruberg-Caltex       |       |
| 9    | Hubert Criel             | Wiel's-Groene Leeuw |       |
| 10   | Jan Van Gompel           | Dossche Sport       |       |